# Kleine zusterhaai
De kleine zusterhaai (Pseudoginglymostoma brevicaudatum) is een verpleegsterhaai die voorkomt in de westelijke Indische Oceaan. De soort kan een lengte bereiken van 75 cm. Ze voeden zich met vis, inktvis en schaaldieren.